# Unis par l'espoir
Unis par l'espoir (en wolof : Benno Bokk Yakaar, abrégé en BBY), est une coalition politique sénégalaise de centre à centre gauche fondée en 2012 par le parti de l'Alliance pour la République et avec les partis de l'AFP, du PS et du Rewmi, coalisés en soutien au président Macky Sall. 
La coalition parvient à obtenir la majorité à l'Assemblée nationale aux élections de 2012 et de 2017,. Lors des élections de 2022, la coalition perd la majorité à un siège près, mais réussit à former un gouvernement majoritaire grâce au soutien de Pape Diop, le seul député de Bokk Gis Gis. La coalition est dissoute en 2024.

## Composition
| Parti | Parti                          | Président        | Idéologie         | Adhésion       |
| ----- | ------------------------------ | ---------------- | ----------------- | -------------- |
|       | Alliance pour la République    | Macky Sall       | Libéralisme       | 2012           |
|       | Alliance des forces de progrès | Moustapha Niasse | Social-démocratie | 2012           |
|       | Parti socialiste               | Vacant           | Social-démocratie | 2012           |
|       | Rewmi                          | Idrissa Seck     | Libéralisme       | 2012-2013 2020 |

## Résultats électoraux

### Élections législatives
| Année | Dirigeant       | Voix      | %     | Sièges    | Rang | Gouvernement                                                                       |
| ----- | --------------- | --------- | ----- | --------- | ---- | ---------------------------------------------------------------------------------- |
| 2012  | Macky Sall      | 1 040 899 | 53,06 | 119 / 150 | 1er  | Mbaye (2012-2013), Touré (2013-2014), Dionne I (2014-2017)                         |
| 2017  | Mahammed Dionne | 1 637 761 | 49,47 | 125 / 165 | 1er  | Dionne II (2017-2019) et Dionne III (2019), Sall III (2019-2020) et IV (2020-2022) |
| 2022  | Aminata Touré   | 1 518 137 | 46,56 | 82 / 165  | 1er  | Ba I (2022-2023) et II (2023-2024), Kaba (2024), opposition (2024)                 |